# Суханов, Константин Александрович
Константи́н Алекса́ндрович Суха́нов (6 марта 1894, Благовещенск, Российская империя — 18 ноября 1918, Владивосток, РСФСР) — русский революционер, большевик, российский политический деятель, активный участник и один из руководителей революционного движения на Дальнем Востоке.

## Биография
Родился в семье статского советника Александра Васильевича Суханова. Семья переселилась во Владивосток из Никольска-Уссурийского в 1895 году.
Учился во Владивостокской мужской гимназии до 1911 года. В 1912—1916 годах учился в Петербургском университете. Входил в состав владивостокского студенческого землячества. Впоследствии  из его рядов под руководством Суханова выделилось уссурийское землячество, состоявшее из студентов-радикалов. 
В 1913 году вступил в РСДРП (сначала примыкал к меньшевикам, впоследствии — к большевикам). Во время каникул 1916 года по заданию партийного руководства организовал во Владивостоке «инициативную группу марксистов» с целью ведения революционной пропаганды среди рабочих. 27 августа во время нелегальной рабочей сходки на сопке Орлиное Гнездо он был арестован полицией и заключён в тюрьму, где пробыл до 14 февраля 1917 года. Вскоре после освобождения женился.
После февральской революции 1917 года возглавлял рабочую комиссию Владивостокского Совета, организовывал профсоюзы. Был членом Владивостокского, затем Дальневосточного комитетов РСДРП(б). 
С октября 1917 года - член бюро краевой партийной организации Дальнего Востока. Член Дальневосточного Совета Народных Комиссаров, председатель исполкома Владивостокского Совета рабочих и солдатских депутатов с ноября 1917 по июнь 1918 года. 
В июне 1918 после свержения советской власти во Владивостоке чешскими легионерами был арестован, содержался в концлагере, затем застрелен якобы «при попытке к бегству».

## Память
4 апреля 1923 г. в братскую могилу Жертв революции в центре Владивостока (сквер у памятника Г. И. Невельскому, Светланская ул., напротив дома 67) из прежних мест захоронения был перенесён прах активных участников борьбы за власть Советов на Дальнем Востоке в 1918—1922 гг., в их числе К. Суханова и начальника милиции Д. Мельникова, убитых белочехами 18 ноября 1918 года. В 1961 г. на могиле установлено надгробие — темно-красная гранитная плита, лежащая на цоколе из черного полированного мрамора. На ней выгравированы имена погибших, объединённые общими надписями: «Вечная слава борцам революции, павшим в борьбе за свободу народа. Память о Вас будет вечно жить в наших сердцах».
На здании во Владивостоке, где в 1917—1918 гг. работал Владивостокский Совет рабочих и солдатских депутатов (бывший дом генерал-губернатора, с 1925 г. — городской Дом пионеров: Светланская ул., дом 52), установлены мемориальные доски, в их числе и К. А. Суханову.
В 1977—1978 гг. дом, в котором провёл детские и юношеские годы К. Суханов, был реставрирован и превращён в Дом-музей К. Суханова (ныне — Дом-музей семьи Сухановых). На фасаде дома установлена мемориальная доска. Сама улица, на которой стоит дом-музей (ранее — Нагорная ул., дом 11) ныне носит имя Суханова. В начале улицы расположен сквер им. Суханова, в центре которого установлен памятник. Улицы Суханова также есть и в других населённых пунктах Приморского края — в Уссурийске, Находке, Артёме, Лесозаводске, Большом Камне, Николаевке, Черниговке, Тавричанке, Безверхово, Ярославском, Астраханке, Барабаше, Раздольном; улица Сухановская — в Дальнегорске, Арсеньеве, Новосысоевке, Кировском.

### Морские суда
- Шхуна «Костя Суханов» (Владивосток, 1930-е гг.)
- Сухогруз «Большевик Суханов»[6] (типа «Дивногорск», проект B-54, всего 9 в серии; построен в 1959 г. на Гданьской судоверфи им. Ленина в Польше; приписан в Одессе, Управление международных линий ЧМП, регистровый номер М-26401, позывной UJYP; в 1984 г. переименован в «Ижму» и сдан на слом в Шанхае).
- Плавзавод «Константин Суханов»[7](типа «Андрей Захаров», проект 398, всего 16 в серии; построен в 1963 г. на Адмиралтейском заводе в Ленинграде; приписан во Владивостоке, ПО «Дальморепродукт», бортовой номер ПЗ-2709; списан в 1997 г.).

### В кино
Художественный фильм «Владивосток, год 1918» (Киностудия им. Горького, Москва, 1982), режиссёр Э. Гаврилов, в роли Суханова — Василий Бочкарёв.

### В литературе
- Демидов П. П., Суханов Г. К. Вспоминай и дальше…: Повесть о К. Суханове. — М.: Политиздат, 1983. — (Пламенные революционеры).
- Попов Н. Н. Десант Тайсё: Роман. — М.: Вече, 2007. — (Исторические приключения).

### В театре
- Председатель Совдепа (Новочеркасский драматический театр им. Комиссаржевской, Новочеркасск, 1978), сценарий Павла Демидова.
- Константин Суханов (Приморский краевой драматический театр им. Горького, Владивосток, 1981), сценарий Николая Ливнева.

## Семья
- Отец — статский советник Александр Васильевич Суханов (15 августа 1853 — 17 июля 1921), управляющий Южно-Уссурийским округом (1889—1916)[8]. Награжден орденами Владимира 4-й степени, Анны 2-й степени, Станислава 2-й и 3-й степеней и др.

- Сын — Суханов Георгий Константинович, полковник, участник ВОВ: командир роты 81-й бригады морской пехоты, командир противотанковой батареи, начальник разведки дивизиона. Участвовал в боях за Севастополь, Москву, Ленинград, Сталинград, Новороссийск, освобождал Прагу. Трижды был ранен, прошел Малую Землю, штурмовал Берлин и расписался на Рейхстаге. Награжден многими боевыми орденами и медалями[9][10].

- Внук — Константин Георгиевич Суханов (1941—2019) — советский, российский учёный, специалист в области механики полета и процессов управления. Лауреат Государственной премии СССР.